# Zuytpeene
 Zuytpeene  (en neerlandés Zuidpene) es una población y comuna francesa, en la Región de Alta Francia, departamento de Norte, en el distrito de Dunkerque y cantón de Wormhout.
Es la última comuna francesa por orden alfabético.

## Demografía
| Gráfica de evolución demográfica de Zuytpeene entre 2006 y 2021 |
|                                                                 |

Fuentes: INSEE.

## Políticos
Elecciones Presidential Segunda Vuelta:
| Elección | Elección | Candidato Ganador | Partido | %     |
| -------- | -------- | ----------------- | ------- | ----- |
|          | 2022     | Marine Le Pen     | RN      | 50,16 |
|          | 2017     | Emmanuel Macron   | EM      | 57,76 |
|          | 2012     | Nicolas Sarkozy   | UMP     | 53,35 |
|          | 2007     | Nicolas Sarkozy   | UMP     | 58,10 |
|          | 2002     | Jacques Chirac    | RPR     | 81,47 |